# La Chapelle-Saint-Martin-en-Plaine

La Chapelle-Saint-Martin-en-Plaine este o comună în departamentul Loir-et-Cher, Franța. În 1 ianuarie 2022 avea o populație de 693 de locuitori.